# Fjärilskyssar
Fjärilskyssar (engelska: Butterfly Kiss) är en brittisk dramakomedifilm, vars brittiska biopremiär ägde rum den 18 augusti 1995. Filmen, som hade svensk biopremiär den 24 november 1995, är regisserad av Michael Winterbottom, som även skrev filmens manus, tillsammans med Frank Cottrell Boyce. Huvudrollerna i filmen spelas av Amanda Plummer och Saskia Reeves.

## Handling
Filmens handling utspelar sig på de dystra motorvägarna i brittiska Lancashire, och kretsar kring två kvinnor vid namn Eunice och Miriam, som tillsammans beger sig ut på en enda stor bilresa, för att leta rätt på Eunices tidigare stora kärleksintresse Judith.

## Rollista (i urval)
| Amanda Plummer     | – Eunice         |
| Saskia Reeves      | – Miriam         |
| Kathy Jamieson     | – Wendy          |
| Des McAleer        | – Eric McDermott |
| Freda Dowie        | – Elsie          |
| Paula Tilbrook     | – Ella           |
| Fine Time Fontayne | – Tony           |
| Joanne Cook        | – Angela         |
| Paul Brown         | – Gary           |
| Emily Aston        | – Katie          |
| Ricky Tomlinson    | – Robert         |
| Katy Murphy        | – Judith         |